# Eddie Smith (Radsportler)
Eddie Smith (* 7. September 1926 in Canberra; † 4. Juli 1997 in Adelaide) war ein australischer Radrennfahrer.
1948, 1949 und 1951 gewann Eddie Smith die Tour of Victoria, 1953 eine Etappe sowie die Gesamtwertung der Tour of South Australia. 1954 sowie 1955 wurde er australischer Meister im Straßenrennen, 1956 wurde er Vizemeister hinter Russell Mockridge. 1954 siegte er zudem im Rennen Sydney–Melbourne, nachdem er vier Etappen für sich entschieden hatte. 1955 gewann er Melbourne-Warrnambool und im Jahr darauf die Tour of Tasmania.
1952 gehörte Eddie Smith mit John Beasley, Dean Whitehorn und Peter Anthony zu einer Gruppe von australischen Fahrern, die nach Europa reiste, um bei der Tour de France zu starten. Zur Finanzierung der Reise war zuvor ein Fonds errichtet und Geld gesammelt worden. Zur Vorbereitung fuhren sie in Europa zunächst bei kleineren Rennen mit, waren jedoch überfordert, da ihnen Rennen mit Massenstart unbekannt waren. Allein John Beasley erhielt schließlich die Chance, als Mitglied der luxemburgischen Mannschaft unter Mannschaftskapitän Charly Gaul die Tour zu bestreiten.